# 4675 Ohboke
A 4675 Ohboke (ideiglenes jelöléssel 1990 SD) a Naprendszer kisbolygóövében található aszteroida. Tsutomu Seki fedezte fel 1990. szeptember 19-én.